# Binnenhof
Binnenhof (nizozemska izgovorjava: [ˈbɪnə(n)ɦɔf]) je kompleks zgradb v središču Haaga na Nizozemskem. Leži poleg jezera Hofvijver. V njem se nahajata oba domova Generalnih stanov Nizozemske, pa tudi Ministrstvo za splošne zadeve in urad predsednika vlade Nizozemske. Gotski grad, zgrajen predvsem v 13. stoletju, je prvotno deloval kot rezidenca holandskih grofov in je leta 1584 postal politično središče Nizozemske republike. Uvršča se med 100 največjih nizozemskih znamenitosti. Binnenhof je med najstarejšimi stavbami parlamenta na svetu, ki so še vedno v uporabi.

## Zgodovina
O izvoru Binnenhofa je malo znanega. Domnevno je zemljišče ob jezeru Hofvijver in majhno domačijo na njem kupil holandski grof Floris IV. od Meilanda van Wassenaarja novembra 1229. Med letoma 1230 in 1234 je dal domačijo razširiti v manjši dvor. Potem ko je bil Florisov sin in naslednik Viljem II. leta 1248 okronan za Rimsko-nemškega kralja, se je ta gradnja nadaljevala. Med letoma 1248 in 1280 je Viljem dal zgraditi Ridderzaal. Na njeni levi in desni so bili zgrajeni zidovi, ki so ločili prostor pred stavbo od tistega za njo. Obe steni sta imeli vrata. Na koncu obzidja na levi, blizu Hofvijverja, je bila zgrajena dvorna kapela, v bližini pa Ridderhuis (dobesedno Viteška hiša), kjer so bili nameščeni gostujoči vitezi. Viljem je umrl v bitki leta 1256, preden je bila gradnja Ridderzaala končana, grad pa je bil dokončan v času vladavine njegovega sina Florisa V.
Binnenhof je bil kratek čas rezidenca holandskih grofov. Potem ko je leta 1299 Holandska dinastija izumrla, je grofija padla v roke grofov Hainaut. Grofje Hainaut so v zgodnjem 14. stoletju komaj prebivali v Binnenhofu. Bavarski vojvoda Albert I. in njegov naslednik Viljem II. sta živela v Binnenhofu tako rekoč stalno. Pod njihovo vladavino se je grad močno razširil in je postopoma postal zaprt z zgradbami.
Ko je Nizozemska leta 1432 postala del Burgundskega cesarstva, je Binnenhof izgubil svoj namen in je bil zapuščen. Del kompleksa je bil kasneje preurejen v rezidenco nizozemskega mestodržca, ki je vladal okrožju v odsotnosti njenega vladarja. Potem ko je bil Filip II. odstavljen kot grof Holandije in je bila leta 1581 razglašena Nizozemska republika, je bil Ridderzaal sprva javni prostor, ki so ga pogosto uporabljali trgovci in prodajalci knjig. Leta 1584 se je mestodržec Mavricij Oranski preselil v štatholderjevo četrt, istega leta pa je Ridderzaal postal kraj srečanja novoustanovljenih Generalnih stanov Nizozemske republike. Mavricijeve širitve Binnenhofa so bile začetek postopoma napredujoče obnove gradu, ki se je končala po izgradnji južnega krila pod mestodržcem Viljemom V. Oranskim v poznem 18. stoletju.
Med letoma 1806 in 1810 je bilo pod francosko oblastjo upravno središče Nizozemske premaknjeno v Amsterdam, Binnenhof pa je postal neuporaben in je postal objekt za rušenje. Ko se je Nizozemska osamosvojila od Francije, se je vlada preselila nazaj v Binnenhof. Obstoj stavbe je bil drugič v nevarnosti leta 1848, ko je nova ustava uvedla sistem parlamentarne demokracije in so Generalni stanovi želeli simbolično porušiti stare vladne zgradbe in zgraditi nov kompleks. Domačini so bolj skrbeli za zgodovinsko vrednost stavbe in so uspešno protestirali proti rušenju.
Predstavniški dom je zasedal v Oude Zaal (dobesedno Stara dvorana) do leta 1992, ko je postala premajhna za 150 članov hiše, na južni strani stavbe pa je bila zgrajena sodobna razširitev, v kateri je bil nov sedež.

## Postavitev
Prvotno zgrajena kot plesna dvorana, gotska Viteška dvorana (velika dvorana, dobesedno viteška dvorana) danes tvori središče Binnenhofa. Vsak tretji torek v septembru, na prvi dan, ima kralj svoj letni govor s prestola. Druge zgradbe oblikujejo pravokotnik okoli Viteške dvorane, ki ustvarja veliko dvorišče pred stavbo in manjši trg za njim. Pozlačen neogotski vodnjak krasi dvorišče, kip kralja Viljem II. Nizozemski, eden redkih nizozemskih konjeniških kipov pa varuje mestodržčeva vrata, ki datirajo v leto 1620.

Senat, ki gleda na Hofvijver, sedi v dvorani v zahodnem vogalu Binnenhofa, medtem ko je predstavniški dom prvotno sedel v južnem kotu, na drugi strani mestodržčevih vrat. Danes se spodnji dom sestaja v dvorani v velikem sodobnem vzhodnem delu kompleksa. Urad predsednika vlade se od leta 1982 nahaja v majhnem stolpu v severnem vogalu, preprosto imenovanem Torentje (slovensko stolpič). Trêveszaal, ki se nahaja v severozahodnem krilu, je sejna soba, prvotno zgrajena za pogajanja med osemdesetletno vojno; danes je to sejna soba kabineta.
- Viteška dvorana leta 1900
- Vodnjak pri Binnenhofu, v čast grofa Viljema II. Holandskega. Vodnjak so leta 1885 podarili državljani Haaga ob večji prenovi kompleksa Binnenhof

## Prenova
Jeseni 2021 (po Prvem dnevu) bo Binnenhof v celoti obnovljen.
Leta 2014 je posebej dodeljena delovna skupina Renovatie Binnenhof predlagala veliko prenovo Binnenhofa. Pred tem je bilo v kompleksu opravljeno le manjše vzdrževanje. Poleg Hofvijverja so obnove potrebne tudi starejše stavbe, kot so Het Torentje (urad nizozemskega predsednika vlade), de Trêveszaal (kjer se tedensko sestaja nizozemska vlada) in številne druge zgradbe. Prenova se bo osredotočila predvsem na klimatske in centralne instalacije, IT sisteme, dvigala, požarno varnost in posodobitev kuhinj.
Decembra 2015 je večina nizozemskega parlamenta izvolila načrt za popolno obnovo kompleksa, ki bo trajala približno 5,5 let in naj bi stala okoli 475 milijonov evrov. Prvi načrt je bil začetek obnove v letu 2018, vendar je bil ta večkrat prestavljen. Senat se bo ob prenovi preselil v nekdanjo stavbo Ministrstva za zunanje zadeve, ki so jo pripravili s 40-milijonsko prenovo. Predsednik nizozemske vlade in ministrstvo za splošne zadeve se bosta preselila v Catshuis, kjer bo v začasni poslovni stavbi več sto uradnikov. Senat se bo preselil v Huis Huguetan, nekdanjo zgradbo vrhovnega sodišča Nizozemske. Predstavniški dom se bo preselil v nekdanjo stavbo državnega sekretarja.